# Zorgakkoord (2022)
Het zorgakkoord is een Nederlands akkoord over de zorgsector dat in 2022 gesloten werd.
Op 13 september 2022 sloten diverse partijen uit de zorg het integrale zorgakkoord. Dit akkoord heeft als doel om de zorg in de toekomst toegankelijk en betaalbaar te houden. Ook moeten partijen in de zorg meer met elkaar samenwerken de eerstelijns zorg verbeteren en wordt er meer ingezet op preventie. Daarnaast moet het zorgakkoord ervoor zorgen dat de zorg een aantrekkelijke werkplek is en blijft.

## Betrokken partijen
Het is voor het eerst in de Nederlandse geschiedenis dat zoveel partijen gezamenlijke afspraken maken over de zorg. De volgende organisaties hebben het zorgakkoord ondertekend:
ActiZ, De Nederlandse GGZ, Federatie Medisch Specialisten, InEen, Nederlandse Federatie van Universitaire medische centra, Nederlandse Vereniging van Ziekenhuizen, Patiëntenfederatie Nederland, Vereniging van Nederlandse Gemeenten, Verpleegkundigen & Verzorgenden Nederland, Zelfstandige Klinieken Nederland, ZorgthuisNL, Zorgverzekeraars Nederland en het ministerie van VWS. Het Zorginstituut Nederland en de Nederlandse Zorgautoriteit waren ook betrokken bij de totstandkoming van het akkoord.

#### De huisartsen
De Landelijke Huisartsen Vereniging was ook betrokken bij het integrale zorgakkoord echter zij hebben geen handtekening gezet onder het akkoord. Dit na een peiling onder 3.000 aangesloten leden. Als reden noemen de huisartsen dat de toezegging dat huisartsen meer tijd krijgen voor hun patiënten te weinig concreet en slecht onderbouwd is. Ook vinden de huisartsen dat ze in het akkoord niet genoeg middelen krijgen om hun taken uit te voeren. Op 24 januari 2023 werd bekend dat ook de LHV haar handtekening heeft gezet onder het Zorgakkoord.

### Geen handtekening
De GGZ belangenorganisatie ggz MIND zette haar handtekening niet. De algemene ledenvergadering van ggz MIND had daar unaniem voor gekozen. Als reden noemt men onder andere dat de vrije zorgkeuze wordt ingeperkt en de privacy van patiënten en naasten niet goed beschermd zou worden.